# St. Johann Baptist (Hohenegglkofen)

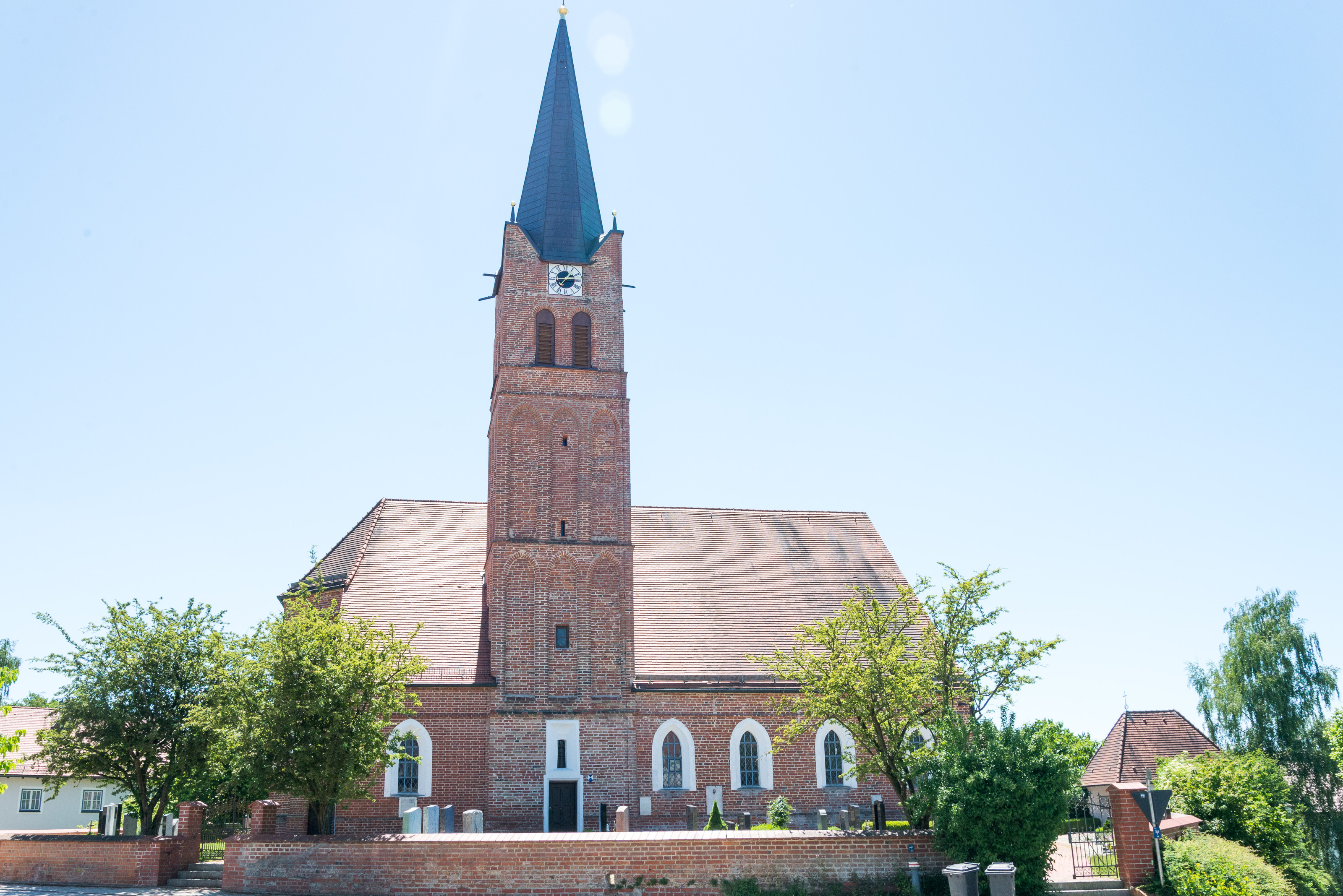
Pfarrkirche St. Johann Baptist in Hohenegglkofen von Norden

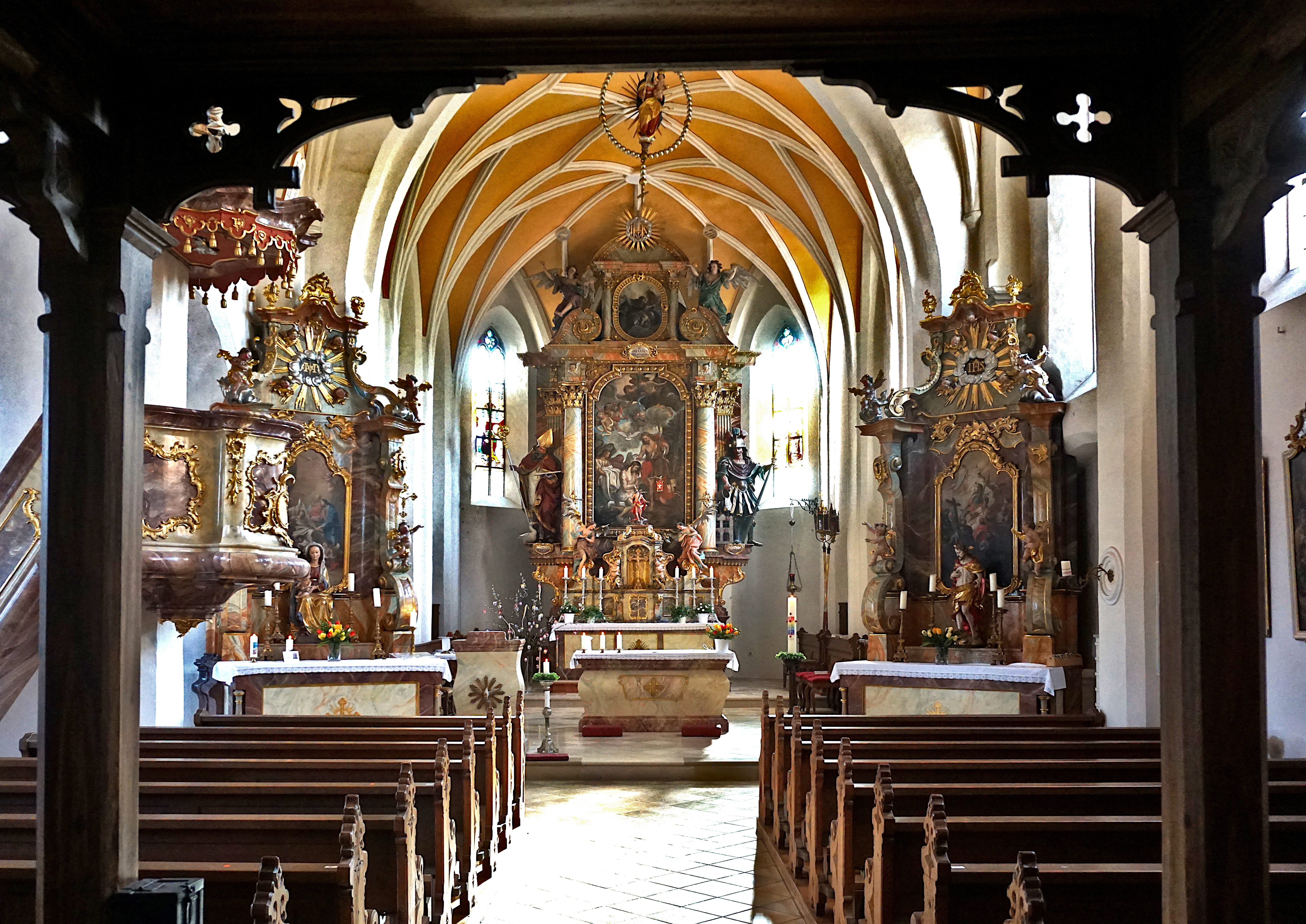
Innenraum der Kirche

Die römisch-katholische Pfarrkirche St. Johann Baptist in Hohenegglkofen, einem Ortsteil der Gemeinde Kumhausen im niederbayerischen Landkreis Landshut, ist ein spätgotischer Backsteinbau, der im 15. Jahrhundert errichtet wurde. Der barocke Hochaltar entstand um 1680, die übrige Ausstattung ist im Rokokostil gehalten und wurde um 1760/70 geschaffen. Das Gotteshaus mit dem Patrozinium Johannes’ des Täufers (Gedenktag: 12. Februar) ist als Baudenkmal mit der Nummer D-2-74-146-12 beim Bayerischen Landesamt für Denkmalpflege eingetragen.
Die Pfarrei St. Johann Baptist in Hohenegglkofen mit den Filialkirchen Mariä Himmelfahrt in Jenkofen und St. Benedikt in Weihbüchl bildet heute gemeinsam mit den Pfarreien St. Margaret in Landshut-Achdorf, St. Petrus in Grammelkam und St. Ulrich in Obergangkofen den Pfarrverband Achdorf–Kumhausen des Erzbistums München und Freising.

## Geschichte
Die Pfarrei Hohenegglkofen ist eine sogenannte Urpfarrei mit einem der frühesten Pfarrsitze in einem weiten Umkreis, die um 990/1000 erstmals urkundlich erwähnt wurde. Noch zur Zeit des Bischofs Abraham von Freising, der 993 oder 994 verstarb, wurde eine Auflistung der Orte abgefasst, die zu Zehntleistungen an den Pfarrsitz Hohenegglkofen verpflichtet waren. Aus der Grenzbeschreibung, die um 1000 für das Bistum Freising erstellt wurde, geht erstmals der genaue Pfarrsprengel hervor. Dieser reichte zur damaligen Zeit von der Isar, wobei die Mündungen des Roßbaches und des Schweinbaches das Gebiet begrenzten, bis zur Großen Vils. Daher war Hohenegglkofen Taufkirche der Landshuter vor der Stadtgründung 1204. Zur Pfarrei gehörten damals unter anderem der Grafensitz Geisenhausen sowie – noch bis in das 18. Jahrhundert hinein – Schloss und Ort Schönbrunn, was die einstige Ausdehnung der Pfarrei bis in das Isartal beweist.
Nach der Bistumsmatrikel von 1315 gehörten Berndorf (heute zur Pfarrei Heilig Blut in Landshut-Berg), Weihbüchl und das durch die Pfarrei Grammelkam vom übrigen Sprengel getrennte Zweikirchen (1696 zur Pfarrei erhoben) als Filialen zur Pfarrei Hohenegglkofen. Spätestens seit dem 15. Jahrhundert ist auch Jenkofen, dessen Kirche wie auch die zwei berühmten spätgotischen Rundfenster eine Stiftung des Herzogs Heinrich des Reichen ist, eine Filiale von Hohenegglkofen.
Die heutige Pfarrkirche in Hohenegglkofen geht auf die Regierungszeit seines Sohnes, des Herzogs Ludwig des Reichen, zurück. Wie viele Kirchen im Landshuter Land wurde sie während der wirtschaftlichen Blütezeit der „reichen Herzöge“ von der sogenannten Landshuter Bauhütte anstelle einer romanischen Vorgängerkirche errichtet. Eine freigelegte, lateinische Inschrift an der Chorwand datiert die Vollendung des Bauwerkes unter Pfarrer Alexius Götz auf das Jahr 1469. Es ist davon auszugehen, dass dem eine längere Bauzeit vorausging. Dass der Chor dieselbe Breite wie das Langhaus besitzt, deutet auf eine Verwendung der Grundmauern des Vorgängerbaus für das Langhaus und einen in verbreiterter Form neu erbauten Chor hin.
Im 18. Jahrhundert machten sich vor allem drei Pfarrer besonders um Kirche und Dorf verdient:
- Johann Friedrich Glocker, der aus Augsburg stammte und zuvor ab 1703 in Grammelkam gewirkt hatte, war von 1716 bis 1742 Pfarrer von Hohenegglkofen. Er stiftete zwölf jährliche Messen zum Unterhalt von Priestern, Mesnern und Musikanten. Zuvor hatte er für 400 Gulden den Achtelhof zu Riedenberg bei Adlkofen gekauft und die Abgaben für die Stiftung bestimmt. In den Jahren 1724/1725 ließ Glocker mithilfe geliehener Gelder Kirche und Friedhofsmauer renovieren. Dabei wurden die nördlichen Anbauten, Magdalenenkapelle und Ossarium, zum Seitenschiff umgewandelt, indem man die Langhausmauern durchbrach.[2] Das Epitaph Glockers ist heute an einem Pfeiler in der Kirche angebracht.
- Pfarrer Simon Thauerer wirkte von 1762 bis 1776 in Hohenegglkofen. Er beschaffte für die Pfarrkirche, die nach seinen Worten „nackend und leer mehr einer Feld- als Pfarrkiche gleichgesehen“ hatte, „mit großen eigenen Kosten“ eine bis heute unversehrt erhaltene Rokokoausstattung. Neben zwei neuen Seitenaltären, dem Magdalenenaltar und der Kanzel erwarb er auch einen neuen Tabernakel für den fast hundert Jahre alten Hochaltar. Zudem stiftete 1765 ein Brauereibesitzer aus der Landshuter Neustadt einen neuen Kreuzwegzyklus.
- Pfarrer Josef Stromayr, der 1776 auf Thauerer folgte, konnte zu Beginn seiner Amtszeit eine Spende des Pfarrers Puchmayr in Höhe von 300 Gulden, damals der Gegenwert eines kleinen Bauernhofs, an die Pfarrangehörigen verteilen. Außerdem ließ er den Hochaltar von dem Landshuter Maler Zacharias Lehrhuber und einem Geisenhausener Schreiner restaurieren.

Von 1827 bis 1836 war Franz Sales Handwercher, ein Schüler des späteren Regensburger Bischofs Johann Michael Sailer an der Universität Landshut, Pfarrer von Hohenegglkofen. Er führte 1832 das sogenannte Ölbergspiel ein – ein Passionsspiel, das bis in die 1950er Jahre hinein Menschen aus einem weiten Umkreis anzog. An seinem späteren Wirkungsort Oberschneiding verstarb er 1853 im Ruf der Heiligkeit. Ihm ist heute die Pfarrer-Handwercher-Straße in der Wohnsiedlung auf dem ehemaligen Pfarranger von Hohenegglkofen gewidmet.
Aus der Pfarrei gingen im 19. Jahrhundert die „drei geistlichen Brüder Lechner“ hervor, die dem Hof in Altenbach entstammten. Anton Lechner († 1914) war Prälat und Dompropst in München und wurde als Ritter von Lechner geadelt. Er wurde zum wohl größten Mäzen der Pfarrkirche und stifte unter anderem 1909 die Maerz-Orgel. Eine Gedenktafel, die er selbst nicht in der Kirche haben wollte, erinnert in der Sakristei an ihn. Sein Bruder Paul war zuletzt Geistlicher Rat in Freising († 1914) und sein Bruder Joseph († 1914) Pfarrer in Wasserburg, wo alle drei in einer Gruft des Friedhofs ihre letzte Ruhe gefunden haben. Die Altenbacher Bauersleute Michael und Katharina Lechner stifteten 1912 drei Glasfenster, auf denen die Heiligen Anna, des Antonius und Michael dargestellt sind.
Nach dem Ersten Weltkrieg wurde die südliche Portalvorhalle zur Kriegergedächtnisstätte umgestaltet. Im Jahr 1970 starb mit Andreas Maier der letzte selbstständige Pfarrer von Hohenegglkofen, der die Pfarrei fast 30 Jahre lang innegehabt hatte. 1973 wurde der Pfarrhof, ein einfacher Holzbau aus dem Jahr 1631, abgebrochen. Zunächst ging die Pfarrei im Pfarrverband Kumhausen auf, dessen Pfarrer in Obergangkofen wohnte. Zum 1. Mai 2014 wurde der Pfarrverband Achdorf-Kumhausen gegründet, wobei sich der Pfarrsitz nunmehr in Achdorf befindet.

## Architektur

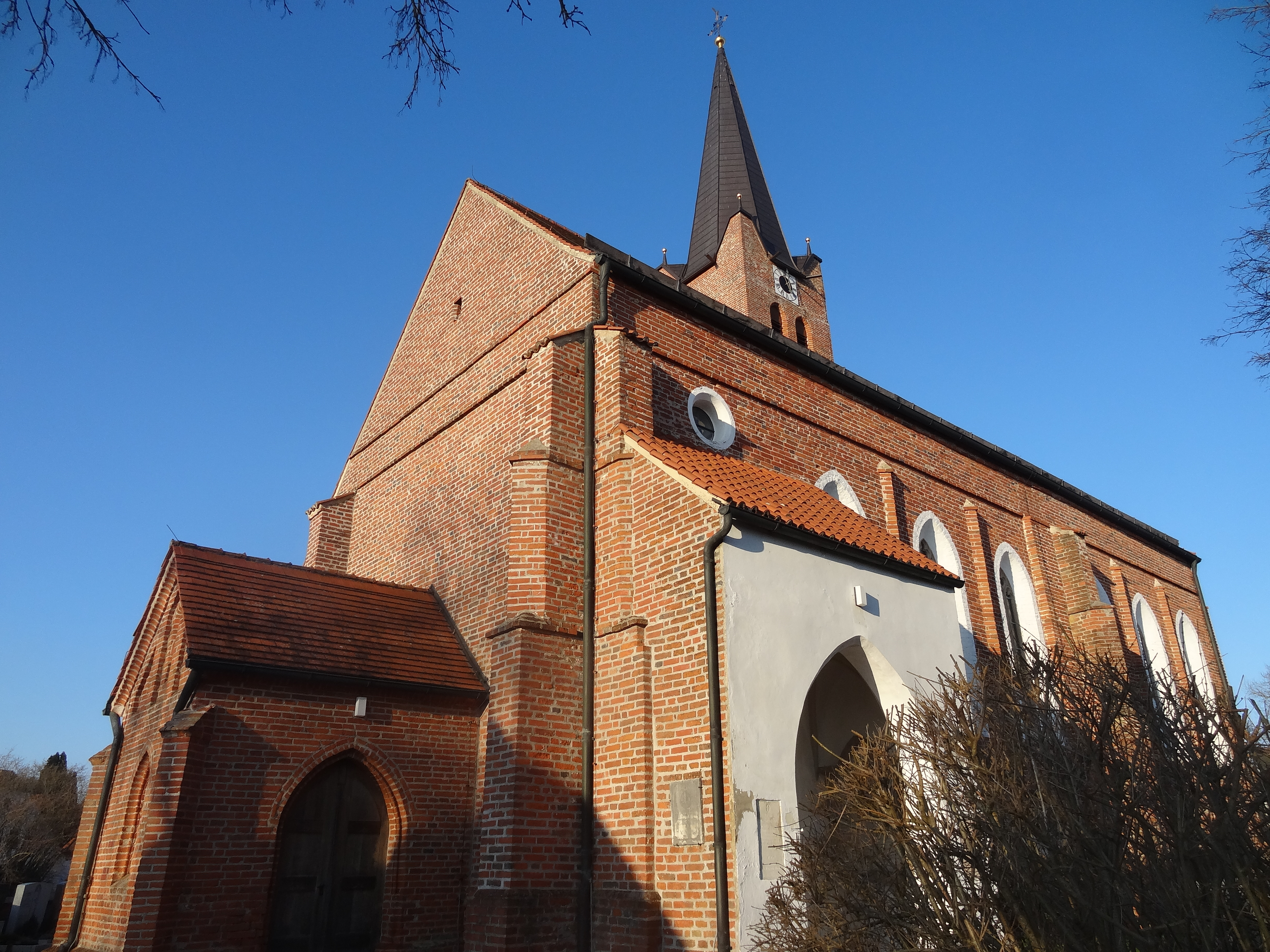
Außenansicht von Südwesten

Der spätgotische Sichtziegelbau aus dem 15. Jahrhundert, ein charakteristisches Kirchengebäude der sogenannten Landshuter Bauhütte, ist als Wandpfeilerkirche mit Rippengewölben ausgeführt. Das Gotteshaus wurde in der ersten Hälfte des 18. Jahrhunderts unter Verwendung der Magdalenenkapelle und des Ossariums um ein nördliches Seitenschiff erweitert.

### Außenbau
Die nach Osten ausgerichtete Saalkirche umfasst einen gegenüber dem Hauptschiff nicht eingezogenen Chor mit drei Jochen und Schluss in drei Achteckseiten sowie ein Langhaus mit vier Jochen, das im Zuge des Barockumbaus um ein nördliches Seitenschiff gleicher Länge erweitert wurde. Beide Baukörper sind unter einem gemeinsamen Satteldach vereinigt. Der Turm ist als sogenannter Chorflankenturm nördlich am Presbyterium angebaut. In seinem Erdgeschoss ist die Sakristei untergebracht, die um 1900 durch einen Anbau nach Osten erweitert wurde. Auch die heutige Portalvorhalle, die an die Westfassade angebaut ist, entstand um 1900. Das ehemalige Südportal, das heute zugesetzt ist, wird von einer offenen Vorhalle aus der Erbauungszeit der Kirche geschützt, die heute als Kriegergedächtnisstätte dient.
Das Außenbau wird durch einen umlaufenden Sockel und den für die Landshuter Bauhütte typischen Dachfries gegliedert. Die spätgotischen Bauteile sind mit schwachen Dreieckstreben und vereinzelten rechteckigen Strebepfeilern versehen. Die spitzbogigen Fenster enthalten neugotisches zweibahniges Maßwerk. Der eher gedrungen wirkende Turm umfasst vier quadratische Geschosse, wobei das zweite und dritte Geschoss durch Spitzbogenblenden und Friesbänder aufgelockert werden. Das oberste Geschoss enthält den Glockenstuhl und weist nach allen Seiten hin je zwei spitzbogige Schallöffnungen auf. Den Übergang zum achtseitigen Spitzhelm vermitteln vier abgestumpfte Eckaufsätze.
Die ehemalige Portalvorhalle auf der Südseite öffnet sich nach außen hin im Spitzbogen. Auch das ehemalige Südportal war spitzbogig. Sein Gewände ist mit drei Rundstäben zwischen Kehlen profiliert, wobei der äußere von einer Rechteckblende umrahmt wird. Die Vorhalle wird von einem spätgotischen Rippengewölbe mit sternförmiger Figuration überspannt, wobei die birnstabförmigen Rippen ohne Vermittlung der Wand entwachsen und auf einen kleinen, runden Schlussstein zulaufen. Am Westjoch des Seitenschiffs befinden sich auf der West- und Nordseite zugesetzte Spitzbogenöffnungen, die früher Zugang zum Ossarium boten.

### Innenraum
Chor, Langhaus und Turmuntergeschoss werden von Rippengewölbe von verschiedenartiger, zumeist sternförmiger Figuration überspannt. Die Rippen sind weiß gehalten, während die Gewölberücklagen – dem Stil der Landshuter Bauhütte entsprechend – gelb getüncht sind. Die Rippen weisen jeweils Birnstabprofil auf. Im Chor wird das Gewölbe von gefasten Wandpfeilern und entsprechenden, spitzen Schildbögen getragen. Den Wandpfeilern sind halbrunde Dienste vorgelegt, aus denen die Gewölberippen entspringen. Am Gewölbescheitel befinden sich große tellerförmige Schlusssteine. Den Übergang zum Langhaus vermittelt ein spitzer Chorbogen mit gefasten Kanten, der auf der dem Schiff zugewandten Seiten im Bogen gekehlt ist.
Im Hauptschiff des Langhauses wird das Gewölbe wiederum von gefasten Wandpfeilern und Schildbögen getragen, wobei hier die Dienste fehlen. Die Gewölberippen entspringen aus stattdessen auf halbrunden Profilkonsolen, die teilweise mit vorgelegten, spitzen Wappenschilden verziert sind. Am Gewölbescheitel befinden sich abwechselnd größere und kleinere runde Schlusssteine. Im rückwärtigen Joch des Hauptschiffs ist eine Doppelempore, wobei auf dem oberen Geschoss die Orgel untergebracht ist.
Im nördlichen Seitenschiff befinden sich lediglich auf der Nordseite schwache, nicht abgeschrägte Wandpfeiler. Die Gewölberippen entwachsen hier einfachen, halbrunden Spitzkonsolen, denen teilweise spitze Wappenschilde vorgelegt sind, und laufen auf runde Schlusssteine zu. Das Gewölbe im Turmuntergeschoss ist im wie im Seitenschiff figuriert. Allerdings ruht es auf gefasten Eckpfeilern und spitzen Schildbögen. Die Rippen entspringen aus profilierten Eckkonsolen.

## Ausstattung
Die qualitätvolle Ausstattung von St. Johann Baptist ist überwiegend im Rokokostil gehalten und wurde um 1760/70 geschaffen. Der barocke Hochaltar datiert dagegen aus der Zeit um 1680. Noch aus der Erbauungszeit der Kirche stammen der Taufstein und eine Marienfigur am nördlichen Seitenaltar.

### Hochaltar
Der stattliche barocke Hochaltar wurde um 1680 geschaffen. Sein Aufbau, der die ganze Höhe des Chorraums einnimmt, wird von zwei Rundsäulen und zwei kannelierten Pilastern getragen. Über dem Gebälk erhebt sich der Aufsatz, der von zwei Voluten mit daraufsitzenden Engelsfiguren flankiert wird. Den oberen Abschluss bildet das vergoldete Christusmonogramm IHS im Strahlenkranz. Das Altarblatt zeigt eine figurenreiche Darstellung der Taufe Jesu durch den Kirchenpatron Johannes den Täufer. Die geschnitzten Seitenfiguren stellen die Heiligen Martin und Florian dar. Der vergoldete Tabernakel des Hochaltars mit seitlichen Anbetungsengeln wurde 1766 ergänzt. Nach Ausweis der stilistischen Merkmale stammt er von dem berühmten Landshuter Rokoko-Bildhauer Christian Jorhan d. Ä.

### Seitenaltäre
Zu beiden Chorbogens befinden sich die aufgrund der beengten Platzverhältnisse schräg gestellten Seitenaltäre, die als Pendants ausgeführt sind. Sie wurden 1764 von dem Schreiner Johann Bernhard aus Geisenhausen geschaffen und enthalten Gemälde von Ignaz Kaufmann aus Teisbach bei Dingolfing. Auf dem Altarblatt des südlichen Seitenaltares sind die Vierzehn Nothelfer dargestellt, auf dem nördlichen Seitenaltar der Tod des heiligen Josef. Auf der Mensa befindet sich außerdem eine spätgotische Sitzfigur der heiligen Maria mit dem Jesuskind, welche in die Zeit um 1500 datiert wird. Nach Ausweis der stilistischen Merkmale stammt sie aus dem Umfeld des Landshuter Bildschnitzers Hans Leinberger.
An der östlichen Stirnwand des Seitenschiffs ist der Magdalenenaltar, auch Kreuzaltar genannt, aufgestellt. Er ersetzte 1764 den bei einem Gewitter ruinierten, alten Kreuzaltar. Er ist deutlich einfacher als die übrigen Altäre gehalten. Über der Predella erhebt sich der Tabernakel, darauf ein großes Kruzifix. Zu beiden Seiten des Tabernakel sind Figuren der heiligen Magdalena (links) und Johannes’ des Täufers (rechts) angeordnet.

### Kanzel
Die Kanzel, bestehend aus einem geschwungenen Korpus und einem ebenso geformten Schalldeckel, wurde 1769 im Rokokostil geschaffen. Auf dem Schalldeckel, der mit Quasten verziert ist, steht ein vollplastischer Posaunenengel, der wiederum Jorhan d. Ä. zugeschrieben wird.

### Übrige Ausstattung
Der spätgotische Taufstein aus rotem Marmor stammt noch aus der Erbauungszeit der Kirche. Er ist etwa einen Meter hoch, das Becken hat einen Durchmesser von 70 Zentimetern. Am Chorbogen ist eine Madonna im Rosenkranz angebracht, die wiederum im Rokokostil ausgeführt ist. Auch die Kreuzwegtafeln von 1765 sind im Rokokostil gehalten. Die Rahmen sind mit geschnitztem Muschelwerk verziert. An der Südwand des Langhauses sind zwei Ölgemälde der Heiligen Johannes Nepomuk und Franz Xaver aus dem 18. Jahrhundert angebracht. Sie befinden sich in qualitätvoll geschnitzten Rokokorahmen.

### Orgel
Die Orgel ist ein Werk von Anton Škrabl aus dem Jahr 1997, das in einem Prospekt von 1876 untergebracht ist. Es wurde am 16. November 1997 geweiht. Das Schleifladeninstrument mit mechanischen Spiel- und Registertrakturen umfasst insgesamt elf Register auf zwei Manualen und Pedal. Die Disposition lautet wie folgt:
| I Manual C–g3 |               |       |
| 1.            | Principal     | 8′    |
| 2.            | Gedackt       | 8′    |
| 3.            | Oktav         | 4′    |
| 4.            | Flöte         | 2′    |
| 5.            | Mixtur III–IV | 1 ⁄3′ |

| II Manual C–g3 |                 |       |
| 6.             | Rohrflöte       | 8′    |
| 7.             | Salicional      | 8′    |
| 8.             | Blockflöte      | 4′    |
| 9.             | Sesquialtera II | 2 ⁄3′ |
|                | Tremulant       |       |

| Pedal C–f1 |        |     |
| 11.        | Subbaß | 16′ |
| 12.        | Pommer | 08′ |

- Koppeln: II/I, I/P, II/P

### Glocken
Die fünf Glocken der Pfarrkirche bilden ein Geläut in der Melodielinie eines ausgefüllten Durmollmotivs. Sie sind in einem Stahlglockenstuhl an stark gekröpften Jochen angebracht. Lediglich die kleinste Glocke, die als Sterbeglocke verwendet wird, hängt an einem geraden Holzjoch. Neben einer Glocke, die 1898 von Johann Hahn in Landshut gegossen wurde und beide Weltkriege überstand, entstand das Geläut 1950 bei Karl Czudnochowsky in Erding. Die Glocken im Einzelnen:
| Nr. | Name               | Gussjahr | Gießer                     | Gewicht [kg] | Durchmesser [mm] | Schlagton | Aufschrift                                | Relief              |
| --- | ------------------ | -------- | -------------------------- | ------------ | ---------------- | --------- | ----------------------------------------- | ------------------- |
| 1.  | Christkönig        | 1949     | Karl Czudnochowsky, Erding | 2.117        | 1.595            | c1        | REX GLORIAE CHRISTE MISERERE NOBIS!       | Christus König      |
| 2.  | St. Johann Baptist | 1950     | Karl Czudnochowsky, Erding | 1.020        | 1.250            | e1        | S. JOHANNES BAPTISTA ORA PRO NOBIS!       | Johannes der Täufer |
| 3.  |                    | 1898     | Johann Hahn, Landshut      | 525          | 998              | g1        |                                           |                     |
| 4.  | St. Josef          | 1950     | Karl Czudnochowsky, Erding | 365          | 905              | a1        | HL. JOSEF, BITT' FÜR UNS!                 | Hl. Josef           |
| 5.  | Sterbeglocke       | 1950     | Karl Czudnochowsky, Erding | 247          | 810              | h1        | A FULGURE ET TEMPESTATE LIBERA NOS DOMINE | Christus am Kreuz   |